# 中忠
中忠株式会社（なかちゅう）は、愛媛県今治市別宮町に本社を置くタオルメーカー。

## 概要
1910年に中村忠左衛門がタオルメーカーとして創業した。中村忠左衛門は先晒の糸の一部を色に染め、縞模様のタオルを製織し人気を博した。当時、タオルは白いものであると思われていただけに色つき縞タオルの登場は画期的なものであった。ジャガード織機を今治に初めて導入し、「日本タオル工業連合会」創立に参加するなど日本のタオル業界発展における中興の祖と呼ばれている。
1985年に「シャディ中忠」を設立。シャディの連結子会社であったが、2011年にシャディの保有株式を取得して連結対象から離れ「中忠株式会社」に社名変更した。
2022年12月に今治タオル工業組合から脱退した。

## 事業所
- 本社 - 愛媛県今治市別宮町4丁目5番地18号
- 東京ショールーム&ショップ - 東京都杉並区高円寺南4-30-1

## 沿革
- 1910年 - 中村忠左衛門がタオルメーカーとして創業し、後に法人に改組。
- 1985年 - 「シャディ中忠株式会社」設立、タオルメーカー兼産地問屋として機能。
- 2003年 - 中国･青島市に青島謝迪中忠家用飾品有限公司を設立。
- 2005年 - 中国･高密市にSUNVIM工場 と合弁会社（高密中忠孚日家紡有限公司）を設立。
- 2006年 - 高密中忠孚日家紡有限公司を清算。
- 2011年 - シャディ(株)との合弁を解消し、「中忠株式会社」に社名変更。
- 2012年 - 中国･上海市に支店を設置し中国内販を開始。
- 2013年 - インドネシアに現地法人を設立。
- 2016年 - 台湾パートナーと台北でshop開設。
- 2019年 - インドネシア現地法人を清算し、現地パートナーへ事業譲渡。東京都高円寺に中忠Show room開設。
- 2022年 - 今治タオル工業組合から脱退。

## 関連会社
- 青島謝迪中忠家用飾品有限公司